# Грот Нептуна (пещера)

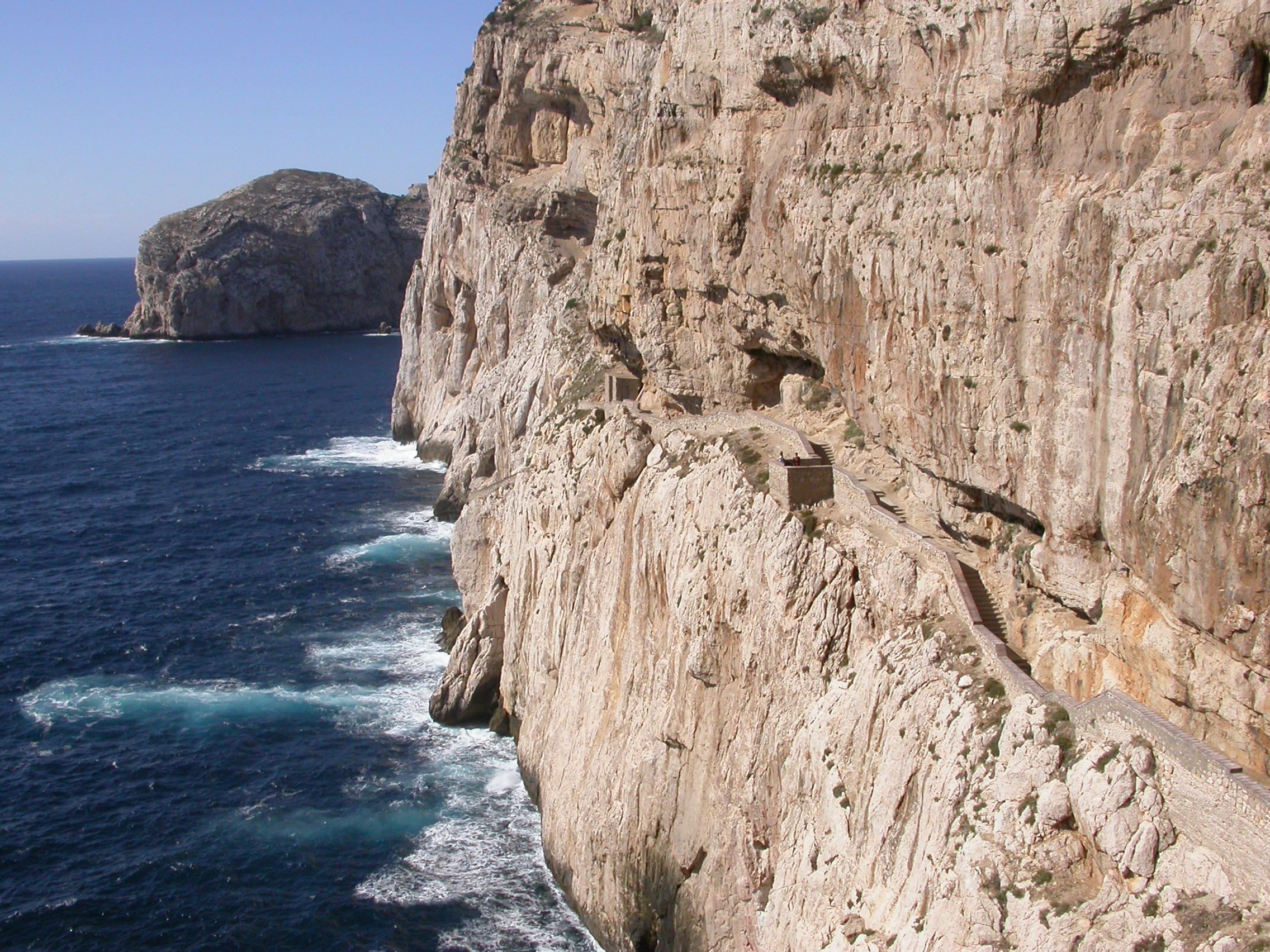
Лестница, ведущая в пещеру.

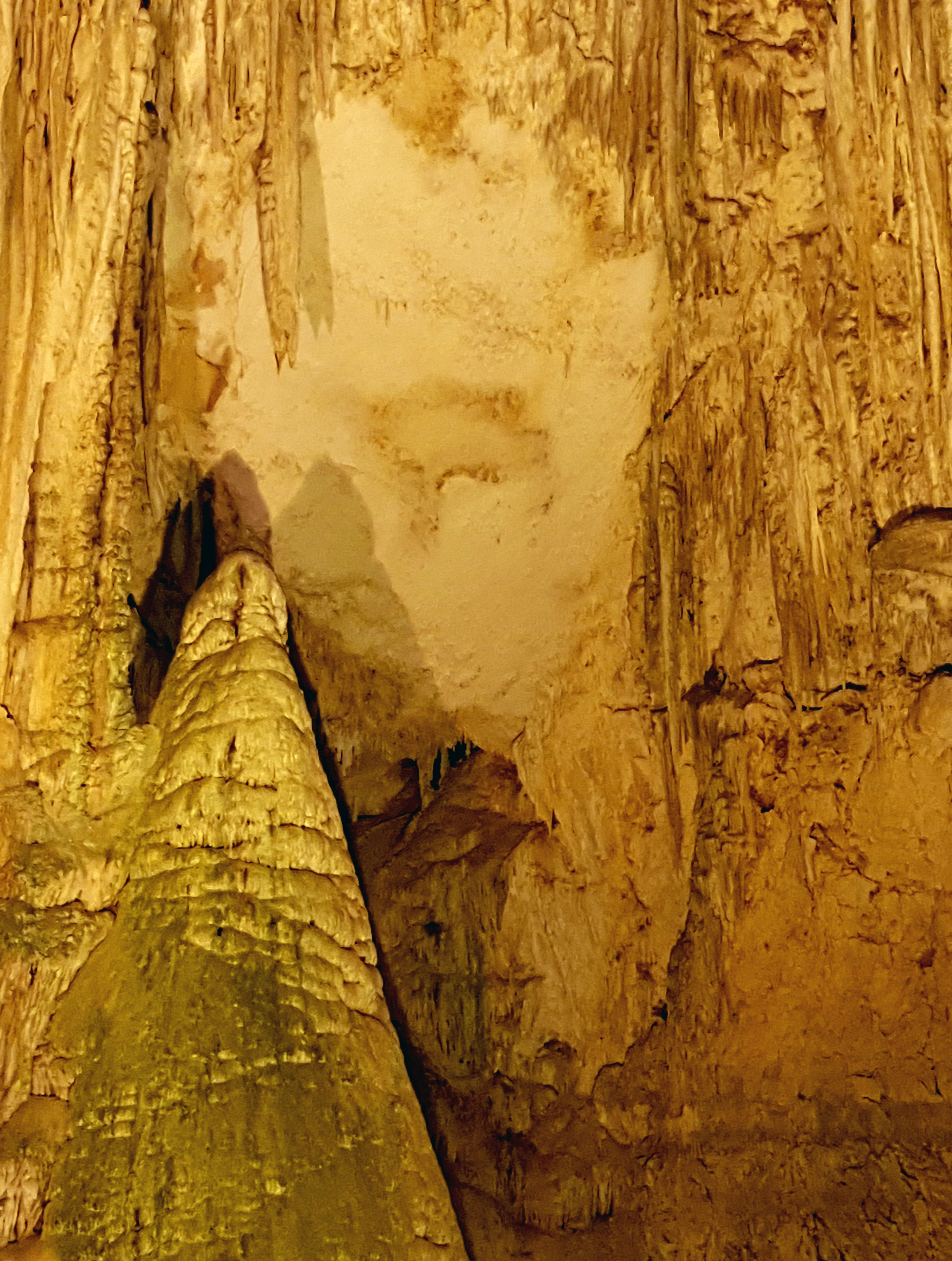
«Органист» — феномен парейдолии в гроте

Грот Нептуна (итал. Grotta di Nettuno, кат. Cova de Neptú) — это сталактитовая пещера недалеко от города Альгеро на острове Сардиния, Италия. Грот был обнаружен местными рыбаками в XVIII веке и с тех пор превратился в популярную туристическую достопримечательность. Он был назван в честь римского бога моря Нептуна.

## Краткий обзор
Вход в грот находится всего в метре над уровнем моря у подножия 110-метровых скал Капо Качча, и поэтому пещеру можно посетить только когда на море штиль. Лестница, вырубленная в скале в 1954 году, 654-ступенчатая escala del cabirol (козьи ступени), ведет от автостоянки на вершине скалы вниз ко входу. До грота также можно добраться за несколько минут на лодке из порта Альгеро; эти поездки организуются ежечасно летом, но менее часто весной и осенью. Два других грота находятся неподалеку, «Зелёный грот», который закрыт для туристов, и Grotta di Ricami, в который можно попасть только с моря. Под водой поблизости есть множество больших подводных морских пещер, интересных для любителей подводного плавания, самая большая и известная из них — пещера Нерео, которую ежегодно посещают тысячи аквалангистов.
Общая протяженность системы пещер оценивается примерно в 4 километра, но только несколько сотен метров доступны для публики. Внутри находятся проходы со сталактитовыми и сталагмитовыми образованиями, а также 120-метровое озеро с соленой водой, которое находится на уровне моря. Пещера когда-то была местом обитания средиземноморского тюленя-монаха, который вымер в этом районе.

## Туризм
Туристам, посещающим Грот Нептуна, проводятся экскурсии с гидом на итальянском и английском языках. В августе, самый популярный у туристов месяц, в пещере может одновременно находиться около 200 человек.
Грот Нептуна на протяжении двух месяцев был местом съемок фильма Остров чудовищ, снятого летом 1978 года. В этом научно-фантастическом фильме снималась Барбара Бах, а режиссером был Серджо Мартино.